# Graesnica
Graesnica (macedónul: Граешница, albánul Graeshnica) település Észak-Macedóniában, a Pelagonijai körzet Bitolai járásában.

## Népesség
| Lakosok száma | 545  | 526  | 444  | 570  | 525  | 230  | 218  | 190  | 202  |
|               | 1948 | 1953 | 1961 | 1971 | 1981 | 1991 | 1994 | 2002 | 2021 |

2002-ben 190 lakos volt, melyből 172 albán, 17 macedón, 1 egyéb.